# Großherzoglich Oldenburgisches Gendarmeriekorps

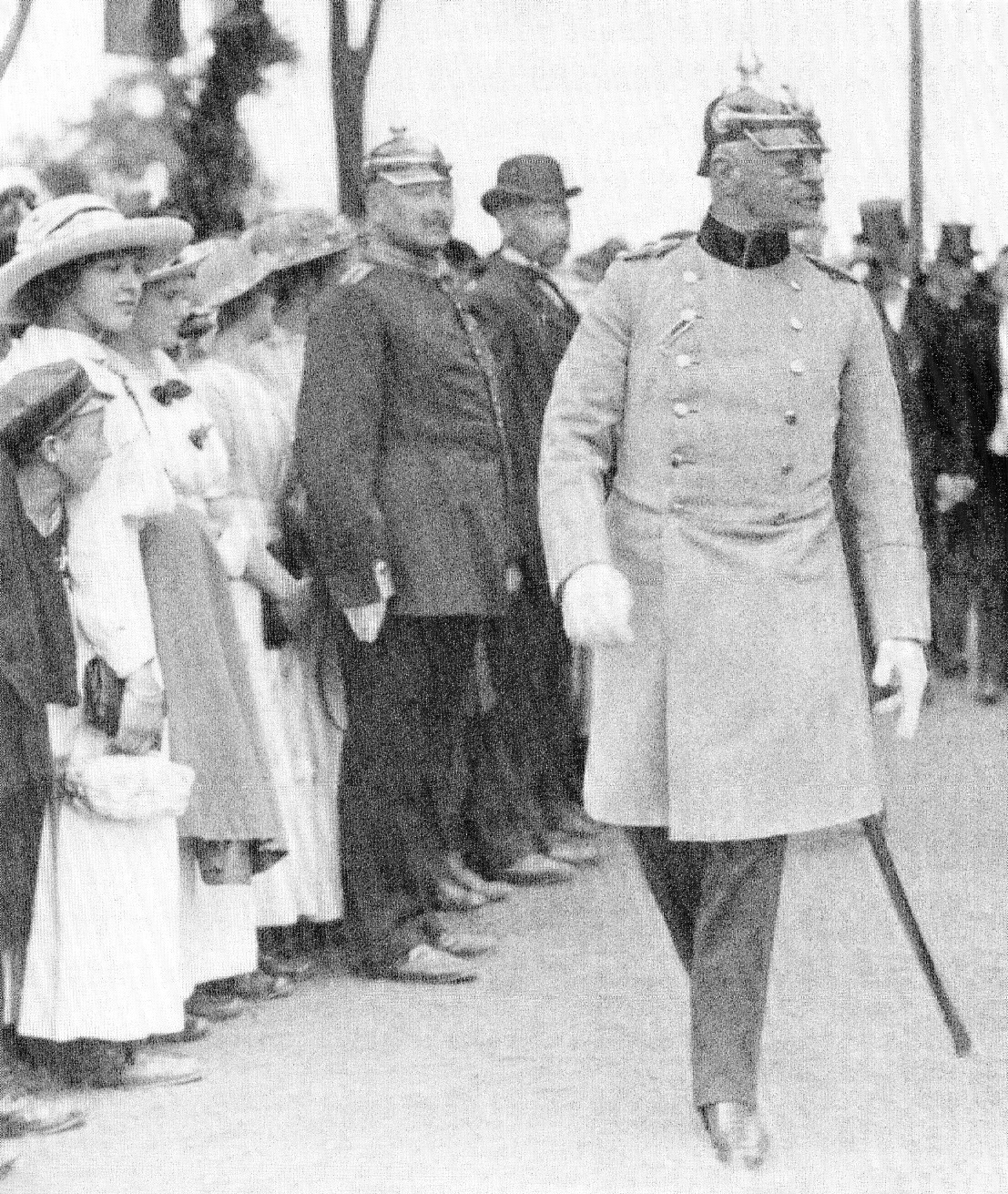
Großherzoglich Oldenburgischer Gendarm im Dienstanzug (Bildmitte). Rechts im Bild Großherzog Friedrich August. Aufnahme vom 21. Mai 1914 Rodenkirchen, Amt Brake, heute Landkreis Wesermarsch

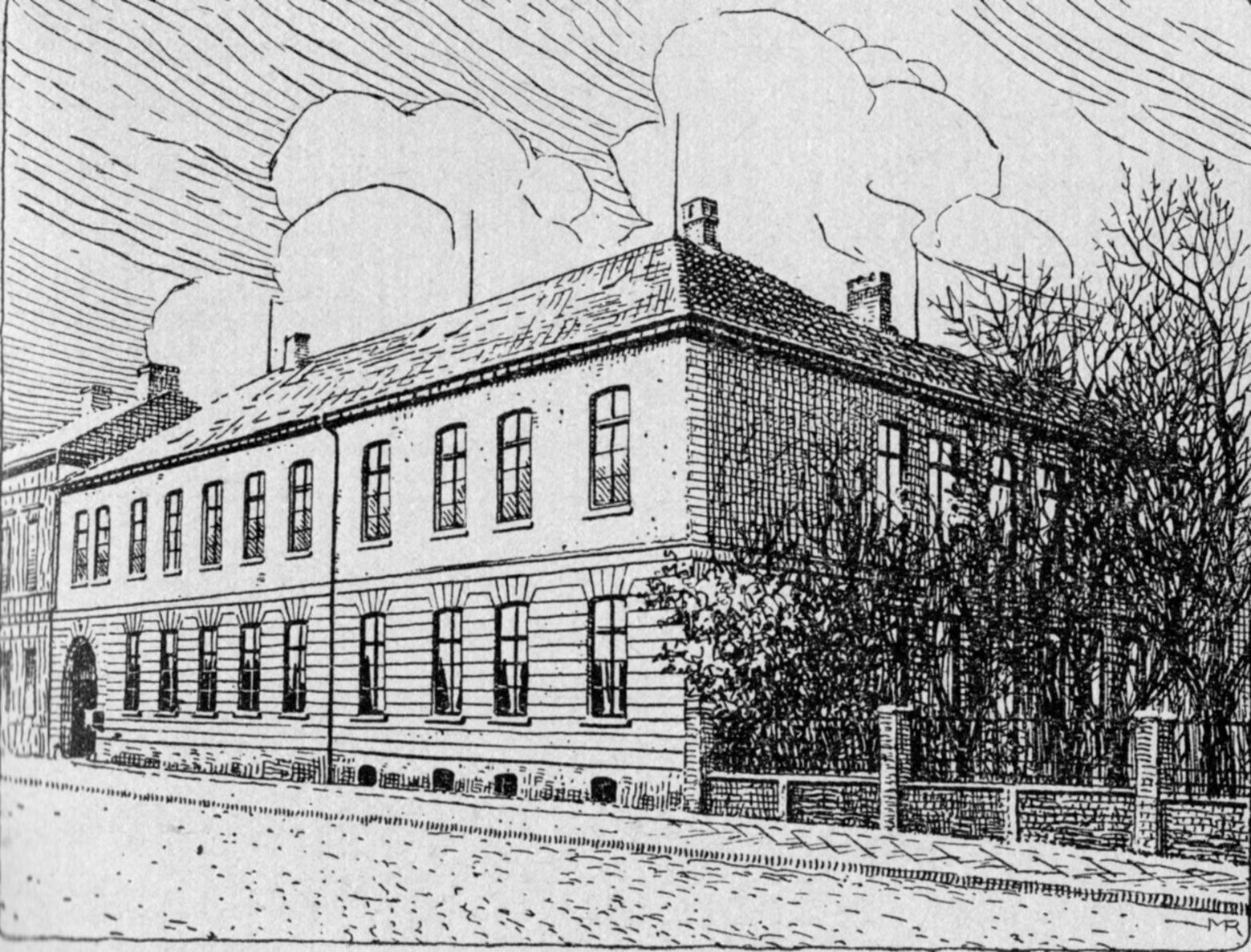
Gendarmerie-Kaserne in Oldenburg (Oldenburg) um 1900, Heiligengeiststraße. Gebaut 1837 für das Großherzoglich oldenburgische Landdragonerkorps, abgebrochen 1974. 1937–1945 Sitz der Gestapo. Nach 1945 zeitweise Dienststelle der Nachrichtenpolizei Niedersachsen. Nach dem Abbruch 1974 entstand hier das Finanzamt Oldenburg.

Das Großherzoglich Oldenburgische Gendarmeriekorps wurde 1867 als Folge des Eintritts des Großherzogtums Oldenburg in den Norddeutschen Bund sowie der oldenburgisch-preußischen Militärkonvention Nachfolgerin des (Groß)herzoglich oldenburgischen Landdragonerkorps. Seine Struktur blieb auch nach der Revolution und der Abdankung von Großherzog Friedrich August am 11. November 1918 im Prinzip unangetastet. Die oldenburgische Gendarmerie bestand als Staatspolizei des nunmehrigen Freistaats Oldenburg bis zu ihrer Auflösung 1936.

## Gründung,  territoriale Zuständigkeit und Struktur
Durch die oldenburgisch-preußische Militärkonvention vom 15. Juli 1867 wurde das (Groß)herzoglich oldenburgische Landdragonerkorps aus der bisherigen oldenburgischen Militärstruktur herausgelöst und unterstand nicht den neuen norddeutschen Bundestruppen bzw. deren Befehlshabern.
Wie schon das Landdragonerkorps, war die nunmehrige Gendarmerie nur im oldenburgischen Kernland (Herzogtum Oldenburg) zuständig. Erst 1905 wurde die Gendarmerie des Fürstentums Lübeck in das Korps integriert. Die Gendarmerie des Fürstentums Birkenfeld war von der Gründung 1817 bis zur Auflösung 1937 eine eigenständige, nichtmilitärische Instanz, die organisatorisch in keiner Verbindung zum Gendarmeriekorps stand.
Anstelle des Militärkommandos als vorgesetzte Behörde trat nun das Departement des Innern der Großherzoglichen Regierung. Trotzdem behielt auch das Gendarmeriekorps einen militärischen Charakter. Es unterstand weiterhin einem militärischen Kommandeur (in der Regel dem ranghöchsten preußischen Offizier in der Garnison Oldenburg). Bis zur Revolution 1918 blieb auch das Oldenburgische Militärstrafgesetz vom 7. September 1861 für das Korps in Kraft.
Die unmittelbaren Militärvorgesetzten der Gendarmen waren bis 1918:
1. der Kommandeur
2. der Stabs-Oberwachtmeister
3. die Oberwachtmeister (Berittführer) für ihren Beritt.

Die Zivilvorgesetzten waren:
1. der Minister des Innern
2. der vortragende Rat beim Großherzoglichen Ministerium, dem die Bearbeitung der Gendarmerie-Angelegenheiten übertragen waren
3. der Amtshauptmann und sein Vertreter innerhalb der Ämter. In den Städten 1. Klasse die Bürgermeister (Oldenburg, Delmenhorst und ab 1910 Rüstringen, heute Wilhelmshaven sowie Jever)

Kommandeure des Korps:
- Generalmajor Johann Ludwig Mosle, 1. Januar 1828 – 1. Januar 1870.
- Oberst (der preußischen Armee) Becker, 1. Januar 1870 – 19. Oktober 1885.
- Major (der preußischen Armee) Müller, 1. Januar 1886 – 1. November 1895.
- Oberst a. D. (der preußischen Armee) Gustav Frels (* 5. Juni 1843 Varel, + 2. November 1915 Oldenburg), 1. Oktober 1896 – 14. November 1909.
- Oberst a. D. (der preußischen Armee) Rudolf Kellner (1850–1927), 15. November 1909 – 31. Dezember 1920, ab dem 2. April 1918 mit dem Charakter und Titel eines Großherzoglich oldenburgischen Generalmajors.
- Oberstleutnant der Sicherheitspolizei, später Oberst der Ordnungspolizei Oldenburg Oskar Wantke (* 17. Oktober 1872, † 2. November 1940) in Personalunion als Kommandeur der Oldenburgischen Ordnungspolizei und der Gendarmerie, 1. Januar 1921 – August 1932.

Von 1919 bis zu seiner Pensionierung 1932 war der Oberst der oldenburgischen Ordnungspolizei (Orpo) Oskar Wantke in Personalunion Kommandeur der Ordnungspolizei und der Gendarmerie.

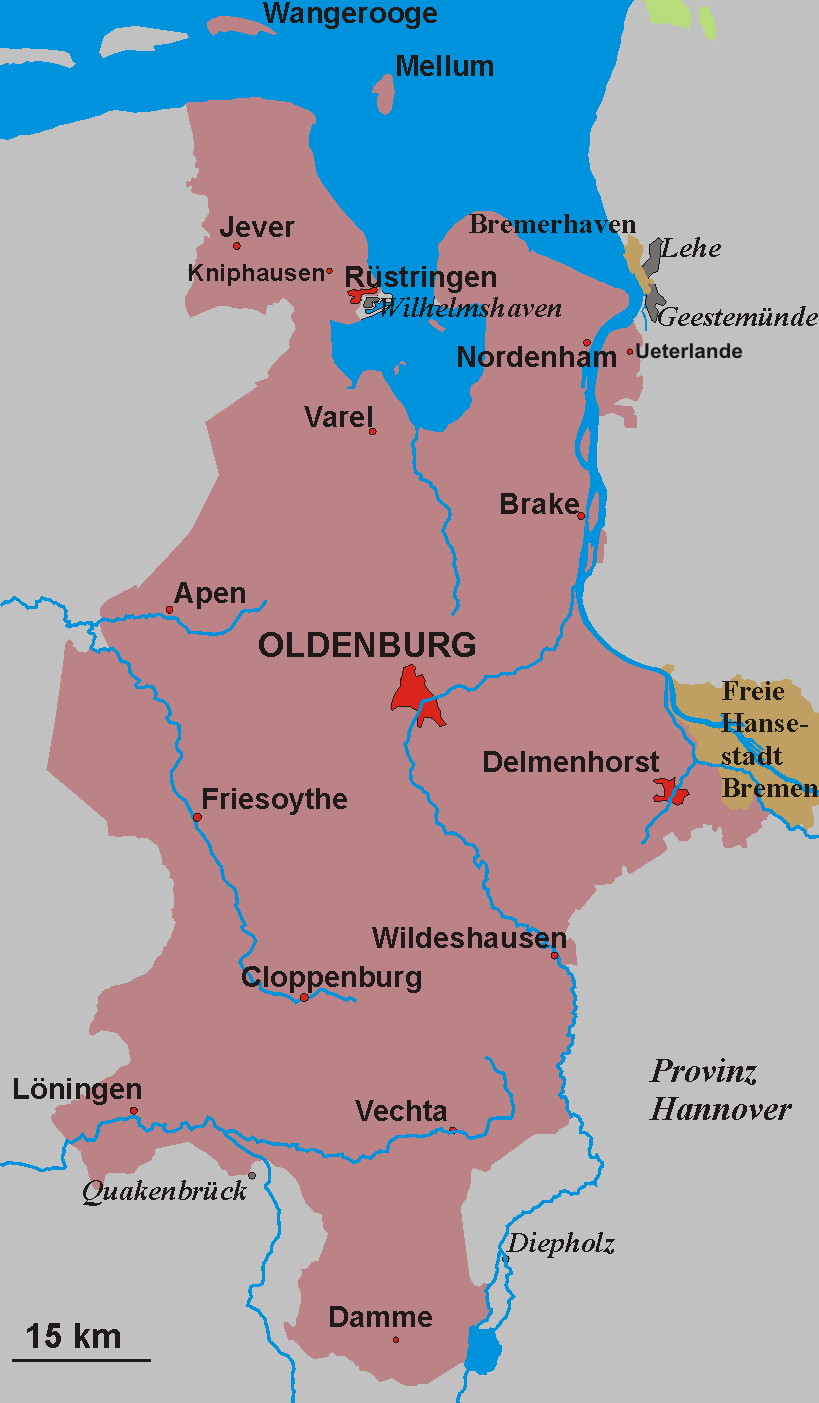
Karte-Oldenburg

Die territoriale Struktur des Korps wurde von den Landdragonern übernommen. Neben dem Kommando in der Stadt Oldenburg in der Gendarmeriekaserne Heiligengeiststraße 23 (1836 errichtet, 1974 abgerissen, von 1937 bis 1945 Sitz der Gestapo-Dienststelle Oldenburg) existierten seit 1860 sieben so genannte Beritte:
1. Oldenburg mit den Ämtern Oldenburg, Elsfleth, Westerstede und Friesoythe,
2. Delmenhorst mit den Ämtern Delmenhorst und Berne,
3. Varel mit den Ämtern Varel und Rastede,
4. Jever mit der Stadt Jever und dem Amt Jever,
5. Brake mit den Ämtern Brake, Ovelgönne, Stollhamm und Landwührden,
6. Vechta mit den Ämtern Vechta, Wildeshausen, Steinfeld und Damme,
7. Cloppenburg mit den Ämtern Cloppenburg und Löningen.

Die Beritteinteilung wurde offenbar schon vor 1914 aufgegeben zugunsten einer Einteilung nach Amtsbezirken.
1934 war das Gendarmerie-Korps wie folgt strukturiert:
A. Landesteil Oldenburg des Freistaats Oldenburg:
1. Amtsbezirk Oldenburg mit den Standorten Oldenburg, Oldenburg-Eversten, Oldenburg-Osternburg, Wardenburg, Huntlosen, Ahlhorn, Hude, Delmenhorst, Delmenhorst-Iprump, Stuhr, Grüppenbühren, Ganderkesee und Wildeshausen: 2 Gend.-Oberkommissare und 23 Gend.-Kommissare.
2. Amtsbezirk Ammerland mit den Standorten Westerstede, Ocholt, Apen-Augustfehn, Edewecht, Rastede, Wiefelstede, (Bad)Zwischenahn und Ofen: 1 Gend.-Oberkommissar und 11 Gend.-Kommissare.
3. Amtsbezirk Friesland mit den Standorten Jever, Schortens, Fedderwarden, Hooksiel, Hohenkirchen, Tettens, Insel Wangerooge, Varel, Zetel, Neuenburg, Bockhorn und Sande: 2 Gend.-Oberkommissare und 16 Gend.-Kommissare.
4. Stadt I. Klasse Rüstringen (ab 1937 Wilhelmshaven): 1 Gend.-Oberkommissar und 10 Gend.-Kommissare.
5. Amtsbezirk Wesermarsch mit den Standorten Brake, Elsfleth, Berne, Lemwerder, Bardenfleth, Großenmeer, Jaderberg, Schweiburg, Ovelgönne, Rodenkirchen, Nordenham, Einswarden, Ellwürden, Stollhamm, Burhave, Ruhwarden, Seefeld und Dedesdorf: 2 Gend.-Oberkommissare und 22 Gend.-Kommissare.
6. Amtsbezirk Vechta mit den Standorten Vechta, Lohne, Dinklage, Damme, Neuenkirchen, Steinfeld, Vestrup, Visbek und Goldenstedt: 1 Gend.-Oberkommissar und 14 Gend.-Kommissare.
7. Amtsbezirk Cloppenburg mit den Standorten Cloppenburg, Emstek, Essen, Lastrup, Lindern, Löningen, Friesoythe, Barßel, Strücklingen, Scharrel und Garrel: 2 Gend.-Oberkommissare und 16 Kommissare.

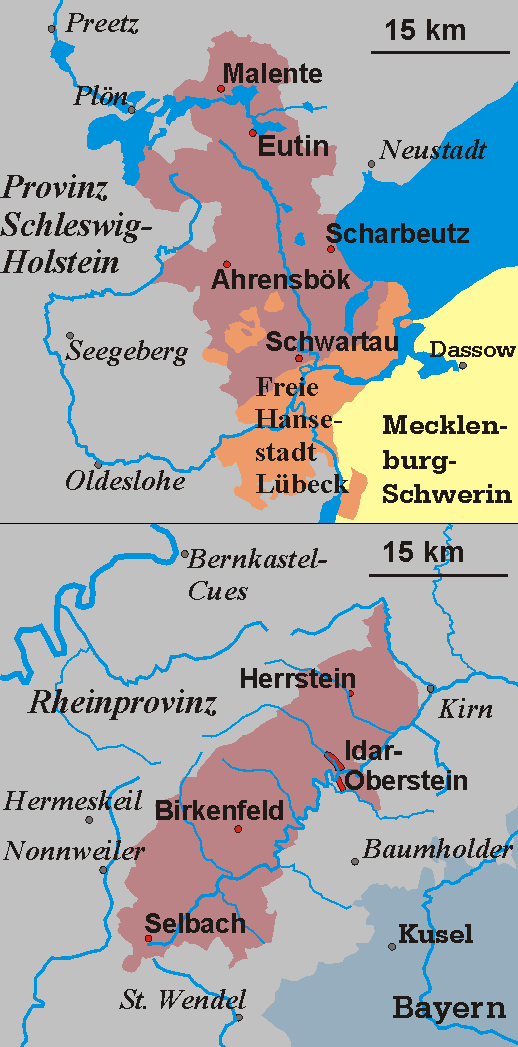
Karte-Oldenburg-Ex

B. Landesteil Lübeck des Freistaats Oldenburg:
1. Amtsgerichtsbezirk Eutin mit den Standorten Eutin, Hutzfeld, Malente, Süsel: 1 Gend.-Oberkommissar und 6 Gend.-Kommissare
2. Amtsgerichtsbezirk Bad Schwartau mit den Standorten Bad Schwartau, Ahrensbök, Timmendorfer Strand, Pönitz und Stockelsdorf: 7 Gend.-Kommissare.

Der Landesteil Birkenfeld verfügte von 1817 bis 1937 über eine eigene Gendarmerie, die nicht in die Struktur des Oldenburgischen Korps eingebunden war.
Daraus ergibt sich eine Gesamtstärke des Korps zum Stichtag 1. Oktober 1934 von 11 Oberkommissaren und 112 Kommissaren für den Landesteil Oldenburg und einem Oberkommissar und 13 Kommissaren für den Landesteil Lübeck.

## Personal und Ausbildung
Das Personal rekrutierte sich ausschließlich aus ehemaligen gedienten Unteroffizieren des preußischen Heeres; oldenburgische Staatsbürger wurden bevorzugt eingestellt. Eine Art einjährige Grundausbildung fand innerhalb des Probejahres in der Gendarmeriekaserne in Oldenburg statt. Die Beamten erhielten allgemeinen Unterricht in Deutsch, Rechnen und Heimatkunde durch einen Zivillehrer; Dienstunterricht durch den Stabs-Oberwachtmeister, den Berittführer Oldenburg und einen Beamten des Ministeriums. Der Zivillehrer, Schulvorsteher Stolle, war 1917 bereits seit 40 Jahren nebenamtlich im Dienst. Dazu Wintermann:

„Die Gendarmen verdanken zum großen Teil ihr Wissen und Können dem Lehrer Stolle, der es verstanden hat, während seiner ganzen Tätigkeit sich die Liebe und die Achtung der Gendarmerie-Kommandeure und seiner Schüler zu erwerben.“

In der Kaserne wurde auch um 1911 ein Kriminalmuseum eingerichtet, um die Beamten anschaulich mit Verbrechensmethoden vertraut zu machen. Ab 1914 war eine kriminalpolizeiliche Ausbildung bei der Polizeidirektion Hamburg geplant, die aber aufgrund des Kriegsausbruchs abgebrochen werden musste.
Der Personalbestand des Korps erhöhte sich kontinuierlich von 69 Mann im Jahre 1867 auf 115 im Jahr 1917 (nun zusätzlich 14 im Fürstentum Lübeck). Während des Ersten Weltkriegs stieg die Stärke des Korps durch Hilfsgendarmen beträchtlich an und dürfte bei gut 200 Mann gelegen haben. Im Freistaat verfügte das Korps über gut 130 Beamte. 1928 bestanden 81 Gendarmeriestandorte, die in der Regel mit einem Kommissar besetzt waren. Die Stadt Rüstringen verfügte neben ihrer Kommunalpolizei und einem Orpo-Kommando in Zugstärke (ab 1923) über einen Gendarmerie-Oberkommissar und 11 Kommissare.
Die Schießausbildung fand nach der Versetzung in die Beritte dort statt; offenbar zweimal im Jahr.

## Uniformierung und Dienstgrade

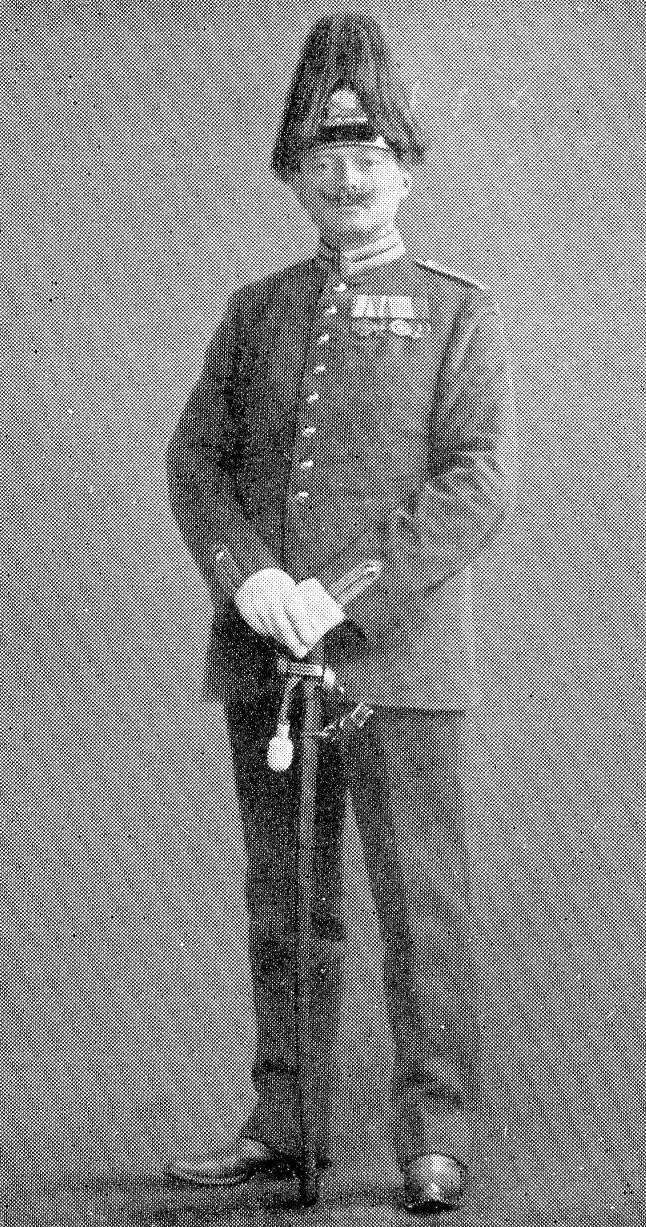
Wachtmeister der Großherzoglich Oldenburgischen Gendarmerie im Paradeanzug um 1917

Das Korps trug eine graugrüne Uniform, zu dem im Dienst der Helm und im Ausnahmefall die Mütze getragen wurde. Bewaffnet waren die Gendarmen mit einem Säbel und einem Revolver, der 1908 durch eine Selbstladepistole ersetzt wurde.
1917 sollte auch in Oldenburg für die Gendarmerie eine feldgraue Uniform nach Vorbild der preußischen Armee und der preußischen Gendarmerie eingeführt werden. Dazu sollte nun analog zur Armee außer der oldenburgischen blauroten Kokarde auch die Reichskokarde (Schwarz-Weiß-Rot) getragen werden. Diese Uniform kam offensichtlich jedoch nicht mehr flächendeckend zum Einsatz. Nach dem Krieg wurde die alte Uniform weiterverwandt. Zu diesem Zeitpunkt war die Uniform schon sehr anachronistisch und unfunktionell. Trotzdem blieb sie, wie auch in anderen deutschen Bundesstaaten, bis zur Auflösung der landeseigenen Gendarmerien 1936 im Gebrauch. So waren 1934 noch bei den Gendarmerien bzw. Schutzmannschaften von Bayern, Braunschweig, Oldenburg, Baden und Bremen noch Helme in Form der „Pickelhaube“ in Gebrauch, während bereits in Mecklenburg, Thüringen und Württemberg Schirmmützen und in Preußen, Anhalt und Lippe Tschakos verwandt wurden. Die Ordnungs- bzw. Schutzpolizeien der Bundesstaaten verwendeten im Einsatzfall sämtlich den Tschako als Kopfbedeckung.
Die Dienstgrade des Korps im Kaiserreich waren Stabs-Oberwachtmeister, Oberwachtmeister und Wachtmeister; im Freistaat Inspektor, Oberkommissar, Kommissar und Anwärter.

## Einsätze
Sechs Gendarmen nahmen am Deutsch-Französischen Krieg als Feldgendarmen teil. Hiervon wurden die Gendarmen Hanje und Nagel als Obergendarmen zur persönlichen Dienstleistung von Großherzog Nikolaus Friedrich Peter nach Versailles abkommandiert.
Im August 1894 kam es zu einem mehrwöchigen Großeinsatz der Gendarmerie in der Industriegemeinde Osternburg, heute Teil der Stadt Oldenburg. Um den 11. August war der Glashüttenarbeiter Carl Ohlendorf am Langenweg, heute Stedinger Straße, von streikenden Arbeitskollegen als Streikbrecher beschimpft und tätlich angegriffen worden. Der Tatort lag in der Nähe der Brokat´schen Brotfabrik, später Firma Bahlsen. Ohlendorf wurde durch insgesamt sechs Messerstiche, davon einem im Kopf, schwer verletzt und verstarb wenige Tage später im Evangelischen Krankenhaus. Die Täter wurden bereits am Tag nach der Tat verhaftet. Um weitere Zwischenfälle dieser Art zu verhindern, wurde die Glashütte selbst mit vier Gendarmen belegt. Zehn zusätzliche Gendarmen patrouillierten Tag und Nacht durch Osternburg. Der Streik, einer der größten, der je in Oldenburg stattfand und gut drei Monate dauerte, wurde im September 1894 eingestellt, da die Werksleitung aus Süd- und Westdeutschland neue Arbeitskräfte angeworben hatte.
1897 wurden versuchsweise Privatfahrräder der Gendarmen zu dienstlichen Zwecken zugelassen.
1899 wurde in Delmenhorst, 1903 in Rüstringen eine ständige Wache eingerichtet.
1902 kam es zur Einführung der Mauser-Selbstlade-Pistole Kal. 7,63 mm
und zur Abschaffung der 1886 eingeführten Revolver. Die Revolver wurden an die Direktion der Strafanstalt Vechta verkauft.
1904 traten die Gendarmen des Fürstentums Lübeck in das Korps ein und unterstanden nun ebenfalls dem Militärstrafgesetz.
Ab 1907 wurde den Gendarmen erlaubt, Vereinen oder Kooperationen beizutreten, solange dadurch keine Kollisionen mit den Dienstpflichten entstanden. Der Beitritt musste beim Kommando beantragt und genehmigt werden.
1908 erhielten die meisten Standorte Ferngläser. Ab diesem Jahr war es auch erlaubt, die Privathunde als Diensthunde mit sich zu führen. Für Pflege und Futter der Hunde erhielten die Gendarmen eine monatliche Vergütung von neun Mark.
1911 wurden anstelle der bisherigen Dienst-Journale Diensttagebücher eingeführt, die die üblichen Eintragungen erheblich erleichterten. Auch wurde der bisherige Monatsbericht in seiner Gestaltung vereinfacht.
Im gleichen Jahr wurden durch die Bildung der Stadt Rüstringen die beiden Standorte Bant und Heppens zur Station Rüstringen vereinigt. Ebenfalls ab 1911 wurden den Gendarmen Beihilfen zur Wohnungsbeschaffung bewilligt. Die bis 1917 gebauten Wohnungen waren bis auf eine Ausnahme sämtlich Einfamilienhäuser im Durchschnittswert von 10.000 Mark.
Ebenfalls 1911 trat zum 1. Oktober eine neue Dienstvorschrift in Kraft, durch die zahlreiche ältere Einzelvorschriften obsolet wurden.
1914 wurden vier Gendarmen zur Förderung der kriminalpolizeilichen Kenntnisse zu einem Lehrgang zur Polizeidirektion Hamburg abkommandiert. Durch den Kriegsausbruch unterblieb die Entsendung weiterer Beamter.
Kurz vor dem Kriegsausbruch wurden die Gendarmeriestandorte, vermutlich oftmals in Kombination mit dem Bau eigener Wohnhäuser, mit Telefonanschlüssen ausgestattet. Dieser Prozess war um 1922 abgeschlossen. Allerdings waren auch noch Ende der 1920er Jahre die Anschlüsse auf dem Land in der Nachtzeit nicht zu erreichen, da die Vermittlungsstellen nachts nicht besetzt waren.

## Der Erste Weltkrieg

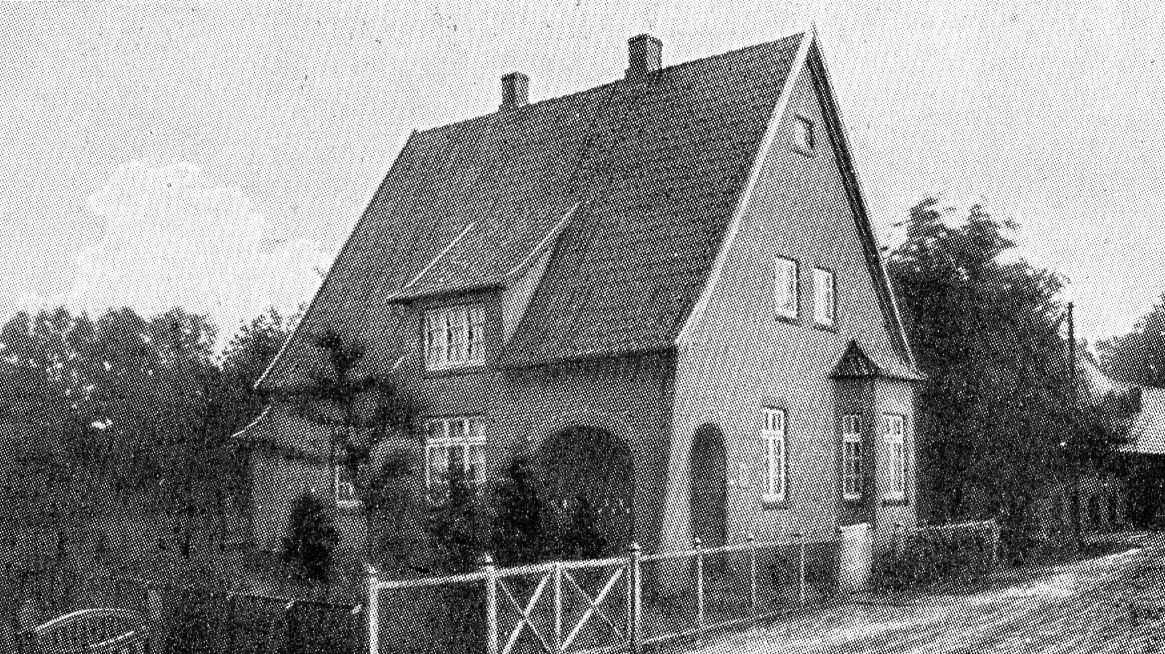
Dienstwohnung der Großherzoglich Oldenburgischen Gendarmerie in Löningen, Amt Cloppenburg, um 1917

Bei der Mobilmachung am 1. August 1914 meldeten sich nach Angaben von Wintermann zahlreiche Gendarmen freiwillig, doch konnte das Kommando keine Beamten entbehren.
Während des Krieges wurden vom Stellvertretenden Generalkommando des X. Armeekorps in Hannover einige Dutzend Militärangehörige mit Unteroffizierscharakter (Unteroffiziere, Sergeanten, Feldwebel und Wachtmeister der Artillerie bzw. Kavallerie) der oldenburgischen Gendarmerie als Hilfsgendarmen zugeteilt. Allerdings unterstanden die Hilfsgendarmen (spätere Bezeichnung Sicherheitsunteroffiziere) nicht dem Gendarmerie-Kommando in Oldenburg, sondern den Ämtern, dort jedoch wiederum den örtlichen Gendarmen. Die Hilfsgendarmen bzw. Sicherheitsunteroffiziere trugen im Dienst ihre Militäruniform mit einer graugrünen Armbinde auf dem linken Oberarm, die sie als Hilfsgendarmen kennzeichnete. Dadurch wurde die Personalstärke des Korps ab Ende 1916 zwar um rund 35 % heraufgesetzt, doch stiegen die Anforderungen an den Dienst auch stark an z. B. durch die Überwachung von Kriegsgefangenen bzw. Fahndung nach Entflohenen, Unterbinden des Schleichhandels mit Lebensmitteln (so genanntes Hamstern) und Straftaten durch Militärangehörige.
Am 1. Juli 1917 wurde zum ersten Mal das Verordnungsblatt für das Großherzogliche Gendarmerie-Korps herausgegeben. Dieses erschien nun monatlich weiter, vermutlich bis zur Auflösung des Korps 1936.
Im Sommer 1918 rief in der Stadt Oldenburg der so genannte Butterskandal Empörung hervor, bei dessen Aufklärung die Gendarmerie eine Rolle spielte, da von einem Zeugen die Anzeige wegen massiver Butterschiebereien von Oldenburg aus bis nach Berlin und Leipzig ganz bewusst der Gendarmerie und nicht städtischen Polizisten übergeben worden war. Daraus entspann sich in der Presse ein Streit aus dem deutlich wird, dass die Bevölkerung zumindest in dieser Angelegenheit der staatlichen Polizei mehr vertraute als der eigenen Stadtpolizei, die als zu abhängig von der Stadtverwaltung angesehen wurde.

## Im Freistaat Oldenburg. Die Auflösung 1936
Die Struktur und Funktion des Korps änderte sich vorerst nicht. Entscheidend war jedoch die Gründung der Ordnungspolizei 1919, die zuerst Sicherheitspolizei (Weimarer Republik) (Sipo) genannt wurde, jedoch 1920 in Orpo umbenannt wurde. Diese paramilitärische Polizeitruppe wurde in gewisser Weise zu einer Konkurrenz, da sie zuerst in der Stadt Oldenburg und dann in Rüstringen und Delmenhorst zum normalen Polizeidienst (Streifendienst) herangezogen wurde. Die Gendarmerie konzentrierte sich nun immer mehr auf ihre kriminalpolizeilichen Tätigkeiten und war damit auch völlig ausgelastet. Ende der 1920er Jahre kam es zu diversen Kompetenzstreitigkeiten; z. B. in der Stadt Oldenburg durch die Eingemeindung von Vororten, die einen Gendarmeriestandort besaßen.
Vor allem zu Beginn der 1920er Jahre wurden bei Unruhen die Gendarmeriestandorte massiv durch abgeordnete Orpo-Beamte verstärkt. Der Kompetenzwirrwarr der verschiedenen Polizeien wird am Beispiel der Stadt Nordenham um 1925 deutlich. Als Stadt verfügte Nordenham über eine eigene Kommunalpolizei, deren Nachtdienst jedoch durch Nachtwächter betrieben wurde. Gleichzeitig besaß Nordenham einen Gendarmeriestandort, auf dem Orpo-Beamte zur Verstärkung tätig waren.
Ende der 1920er Jahre besaßen offensichtlich schon diverse Gendarmen Privatmotorräder, die dienstlich genutzt werden durften. Als 1929 in der Stadt Oldenburg ein motorisiertes Überfallkommando (Üko) eingerichtet wurde, das durch die Orpo gestellt wurde, bestand die Vorschrift, dass das Üko entweder durch einen Gendarm oder einen städtischen Kriminalbeamten begleitet werden sollte, damit dieser sofort kriminalpolizeiliche Untersuchungen einleiten konnte. Unklar ist, wann das Üko wieder aufgelöst wurde; vermutlich 1933/34.
Über die Auflösung des Korps 1936/37 existiert keinerlei Untersuchung. Fest steht lediglich, dass ein gewisser Teil der alten Ordnungspolizei, der 1935 nicht zur Wehrmacht übergetreten war, sowie die alte Gendarmerie, im neuen Gendarmeriekorps übernommen wurde, das nun dem Reichssicherheitshauptamt (RSSHA) unter Heinrich Himmler unterstand. Nach den Nachrichten für Stadt und Land vom 15. Juni 1937 war nun die Verreichlichung des Korps abgeschlossen, das nun nach über 100 Jahren seine Selbständigkeit verloren habe. Mit der Neustrukturierung einher ging die Herausziehung der Gendarmen aus den Städten Oldenburg, Delmenhorst und Rüstringen. Die bisherigen Dienstgrade wurden umbenannt (Gendarmerie-Oberkommissar zum Gendarmerie-Obermeister, Gendarmerie-Kommissar zu Gendarmerie-Meister bzw. -Hauptwachtmeister je nach Dienstalter). Uniform und Ausrüstung des alten Korps wurde noch weitergetragen bzw. benutzt.
Verwaltungstechnisch war die neue Gendarmerie auch weiterhin dem oldenburgischen Ministerium des Innern unterstellt.